# Yann Soloy
Yann Soloy (Dieppe, 15 febbraio 1970) è un ex calciatore francese, di ruolo centrocampista.

## Carriera

### Club
L'8 agosto 1997 sigla la sua prima rete stagionale nella vittoria sul Montpellier (4-0).